# Terminal Urbano de Itaparica
O Terminal Urbano de Itaparica, oficialmente, Terminal Urbano de Integração Juiz Alexandre Martins de Castro Filho, é um terminal rodoviário do Transcol, sistema de transporte coletivo da Grande Vitória, localizado na Rodovia Darly Santos, em Vila Velha, Espírito Santo. Foi inaugurado em 26 de abril de 2009 e foi construído ao custo de R$ 12,4 milhões com verbas do governo do Espírito Santo e do Banco Nacional de Desenvolvimento Econômico e Social (BNDES).
As obras para construção do terminal demoraram cinco anos. De acordo com a Companhia Estadual de Transportes Coletivos de Passageiros do Estado do Espírito Santo (Ceturb), à época da inauguração, "A cobertura utiliza telhas autoportantes, que permitem grandes vãos e eliminam a necessidade de estruturas intermediárias de apoio. Em toda a fachada foram aplicadas chapas de alumínio alubond, uma moderna tecnologia que associa resistência e leveza. O fechamento lateral das marquises foi feito com brises metálicos, que favorecem a ventilação e a incidência de luz, contribuindo com a redução do consumo energético".
Foi interditado em 21 de julho de 2018 devido ao risco de desabamento da nave central, constatado em um laudo que apontou falhas no projeto e na execução da obra, ambas de responsabilidade do Instituto de Obras Públicas do Espírito Santo (Iopes). Até então, operavam no terminal 31 linhas de ônibus e por ele passavam diariamente 45 mil pessoas. Uma marquise do terminal já havia desabado após uma chuva em 2013 e outra foi removida preventivamente em 2015. As linhas que operavam no terminal foram transferidas para o Terminal Urbano do Ibes, o Terminal Urbano de Vila Velha e a rua em frente à Rodoviária de Vila Velha. O estado do Espírito Santo moveu uma ação contra as empresas que construíram o terminal.
O terminal foi reinaugurado em 25 de janeiro de 2021 após uma reforma ao custo de R$ 12,2 milhões. A estimativa é de que 35 mil pessoas passassem a frequentar o novo terminal durante a pandemia de COVID-19 e 45 mil após a pandemia, fazendo uso de 39 linhas que atendem mais de 40 bairros.
Linhas atuais em operação
- 501 - T. Jacaraipe via Rodovia do Sol/Hospital Santa Monica/T. Vila Velha/Shopping Praia da Costa/3ª Ponte/Reta da Penha/Av Fernando Ferrari/Rodovia das Paneleiras/T. Carapina/Rod. Norte Sul/Rod. ES-010/Av João Miguel Feu Rosa.
- 551 - T. Jacaraipe via Rodovia do Sol/Hospital Santa Monica/Shopping Praia da Costa/3ª Ponte/Reta da Penha/Av Fernando Ferrari/Rodovia das Paneleiras/T. Carapina/Rod. Norte Sul/Rod. ES-010/Av João Miguel Feu Rosa.
- 508 - T. Laranjeiras via Rodovia do Sol/Hospital Santa Monica/T. Vila Velha/Centro de Vila Velha/3º Ponte/Praça dos Namorados/Praia de Camburi/Jardim Camburi/Bairro de Fatima/Hélio Ferraz/T. Carapina/BR-101/Av Euder Scherrer de Souza.
- 560 - T. Laranjeiras via Rodovia do Sol/Hospital Santa Monica/Shopping Praia da Costa/3º Ponte/Praça dos Namorados/Praia de Camburi/Jardim Camburi/Bairro de Fatima/Hélio Ferraz/T. Carapina/BR-101/Av Euder Scherrer de Souza.
- 532 - Praça de Eucalipto via Rodovia do Sol/Hospital Santa Monica/T. Vila Velha/Shopping Praia da Costa/3ª Ponte/Shopping Vitória/Praça do Papa/Av Beira Mar/Av Paulinho Mueller/Av Vitória/Av Marechal Campos/HUCAM/Av Maruipe/Trevo de Fradinhos.
- 548 -  Praça de Eucalipto via Rodovia do Sol/Hospital Santa Monica/Shopping Praia da Costa/3ª Ponte/Shopping Vitória/Praça do Papa/Av Beira Mar/Av Paulinho Mueller/Av Vitória/Av Marechal Campos/HUCAM/Av Maruipe/Trevo de Fradinhos.
- 557 - IFES Vitória (Circular) via Rod. Darly Santos/Rod. Carlos Lindemberg/2º Ponte/Rodoviária de Vitória/Centro de Vitória/Av Vitória/SEDU/3ª Ponte/Shopping Praia da Costa/Shopping Vila Velha/Hospital Santa Monica/Rodovia do Sol/Av Amazonas.
- 558 - IFES Vitória (Circular) via Av Amazonas/Rodovia do Sol/Hospital Santa Monica/Shopping Praia da Costa/3ª Ponte/SEDU/Av Vitória/Centro de Vitória/Rodoviária de Vitória/2ª Ponte/Rod. Carlos Lindemberg/Rod. Darly Santos.
- 552 - T. Campo Grande via Rod. Darly Santos/Trevo de Araças/Rod. Leste Oeste.
- 588 - T. Campo Grande via Rod. Darly Santos/Trevo de Araças/Vale Encantado/Rua Guaraná/Sotelandia/Trevo de Bela Vista/Valparaíso/Av Alice Coutinho/Maracanã/Bairro São Geraldo II/Bairro Itapemirim/Cruzeiro do Sul.
- 581 - Bela Vista via Rod. Darly Santos/Trevo de Araças/Vale Encantado/Rua Guaraná/Sotelandia/Trevo de Belas Vista/Castelo Branco/Bairro Santa Paula.
- 582 - Padre Gabriel via Rod. Darly Santos/Trevo de Araças/Rod. Leste Oeste/Trevo de Bela Vista/Castelo Branco/Bairro Santa Paula/Jardim dos Palmares.
- 585 - Jardim Botânico via Rod. Darly Santos/Trevo de Araças/Rod. Leste Oeste/Trevo de Bela Vista/Rio Marinho/Vista Linda/Caçaroca/Siderugica Santa Barbara.
- 593 - Jardim Botâmico via Rod. Darly Santos/Trevo de Araças/Vale Encantado/Rua Guaraná/Sotelandia/Trevo de Bela Vista/Rio Marinho/Vista Linda/Caçaroca/Siderugica Santa Barbara.
- 600 - T. Ibes via Araças/Guaranhus/Novo Mexico/Av Vitória Régia/Praça do Ibes.
- 603 - T. Ibes via Rod. Darly Santos/Av Vitória Régia/Praça do Ibes.
- 609 - Barra do Jucu (Circular) via Rodovia do Sol/UPA de Riviera da Barra/Praia da Concha.
- 610 - T. Vila Velha via Jockey de Itaparica/Parque das Gaivotas/Nova Itaparica/Coqueiral de Itaparica/UVV/Forum de Vila Velha/Shopping Vila Velha/Divino Espírito Santo.
- 636 - T. Vila Velha via Av Amazonas/Av Santa Leopoldina/Coqueiral de Itaparica/Santa Monica/Soteco/Hospital Infantil/Cristovão Colombo/Divino Espírito Santo.
- 611 - Praia da Costa (Circular) via Rodovia do Sol/Hospital Santa Monica/Rua Jair de Andrade/Av São Paulo/Posto Moby Dick/Av Antonio Gil Veloso/Crefes/Av Hugo Musso/Rua Belém.
- 612 - Terra Vermelha (Circular) via Rodovia do Sol/23 de Maio/Ulisses Guimarães/Rua Linhares/Condominio Praia dos Arrecifes.
- 653 - Normilia da Cunha (Circular) via Rodovia do Sol/23 de Maio/Ulisses Guimarães/Rua Linhares/AV Seringal.
- 613 - Recanto da Sereia via Rodovia do Sol/Ponta da Fruta/Nova Ponta da Fruta/Mar Ulé/Praia dos Recifes.
- 614 - T. Jardim América via Rod. Darly Santos/Trevo de Araças/Vale Encantado/Rio Marinho/Rua Guaraná/Jardim Marilandia/Cobilândia/SESI Cobilândia/Nova América/Vasco da Gama/Simec Cariacica.
- 616 - Morada da Barra (Circular) via Rodovia do Sol/UPA de Riviera da Barra/Riviera da Barra/Barramares/Av Daniela Perez.
- 617 - João Goulart (Circular) via Rodovia do Sol/Riviera da Barra/Av Cafifornia.
- 618 - São Conrado (Circular) via Rodovia do Sol/UPA de Riviera da Barra.
- 619 - Balneário Ponta da Fruta via Rodovia do Sol.
- 624 - T. São Torquato via Rod. Darly Santos/Trevo de Araças/Vale Encantado/Rio Marinho/Cobilândia/Alvorada/Rua Cesar Alcure/Praça de São Torquato.
- 626 - T. São Torquato via Rod. Darly Santos/Trevo de Araças/Jardim do Vale/Santa Clara/Vale Encantado/Jardim Marilandia/Cobilândia/Cobi de Cima/Praça de São Torquato.
- 660 - T. São Torquato via Rod. Darly Santos/Estrada de Capuaba/Santa Rita/Vila Garrido/Paul/Estrada Jeromino Monteiro/Hospital dos Ferroviários.
- 654 - Jabaeté (Circular) via Rodovia do Sol/Riviera da Barra/Av Amaral Peixoto/Bairro Brunella/Terra Vermelha.
- 652 - Praia das Garças via Campo do Gloria/Conjunto Darly Santos/Trevo de Araças
- 655 - Santa Paula (Circular) via Rodovia do Sol/Aeroclube da Barra do Jucu/UPA de Riviera da Barra.
- 656 - T. Vila Velha via Rodovia do Sol/Hospital Santa Monica.
- 657 - Xuri via Rodovia do Sol/Barramares/CRTVV.
- 659 - Retiro do Congo via Rodovia do Sol.
- 661 - Praça de Vila Velha via Rodovia Darly Santos/Rodovia Carlos Lindemberg/Gloria/Jaburuna/Praça Duque de Caxias.
- 669 - Village do Sol via Rodovia do Sol/Pedágio/Praia do Sol/Ilha do Sol.
- 672 - Trevo de Setiba via Rodovia do Sol/Pedágio/Bairro Elza Nader.

Antigas Linhas
- 555 - T. Itaparica/Praça de Goiabeiras: Linha extinta em 2015, substituida pelas linhas 610, 501/520 e 507 que cobrem trechos da linha.
- 592 - Alzira Ramos via Vale Encantado/Jardim de Alá: Linha transferida para o Terminal do Ibes a pedido de usuários da linha.
- 611 - T. Itaparica/T. Vila Velha via Praia da Costa: Linha deixou de fazer integração no Terminal de Vila Velha,